# خانقاه سفلی (نمین)
خانقاه سفلی روستایی زیبا در کنار جنگل فندقلو که در استان اردبیل، شهرستان نمین، بخش مرکزی، دهستان ویلکیج شمالی قرار دارد. این روستا در کنار جنگل فندقلو قرار داشته و مراتع سرسبز و جنگلی زیبایی دارد که از شرق به جنگل فندقلو و جمهوری آذربایجان (شیندان داغی) واز جنوب به روستاهای آرپا تپه و از غرب به روستای سولا متصل می‌باشد.
آثار تاریخی و جاذبه‌های گردشگری
جنگل و منطقه گردشگری فندقلو درکنار روستای خانقاه سفلی و در حدود ۲۵ کیلومتری شمال اردبیل و ۶ کیلومتری نمین بااماکن تفریحی، استراحتی و پذیرائی و مناظر طبیعی جنگلی و مرتعی با پوشش گیاهی بیش از ۹۲ گونه و زیستگاه جانورانی همچون:
خرس قهوه‌ای، سمور، قرقاول، کبک، عقاب طلایی، مارال، گرگ، روباه، خوک وحشی، خرگوش
تپه‌های باستانی روستای خانقاه سفلی تپه خرمن یری، قزل تپه
تپه خرمن یری: مربوط به هزاره اول قبل از میلاد - دوران‌های تاریخی پس از اسلام است و در شهرستان نمین، بخش مرکزی، روستای خانقاه سفلی واقع شده و این اثر در تاریخ ۱۰ خرداد ۱۳۸۲ با شمارهٔ ثبت ۸۷۷۶ به‌عنوان یکی از آثار ملی ایران به ثبت رسیده است. طبق شواهد موجود در کتب تاریخی و آثاری باستانی که در این ناحیه کشف شده است، سابقه تمدن در این ناحیه به هزاران سال پیش می‌رسد.
حمام تاریخی روستا خانقاه

در قسمت شرق این روستا در بالای تپه سنگی حمامی وجود دارد که از نظر قدمت و هنر معماری به دوران صفویه برمیگردد، این حمام ازیک دالان (دهلیز) که بصورت L ساخته شده است، تشکیل یافته که محل ورود و خروج مراجه کنندگان می‌باشد. درب این دهلیزبیرونی از۲ طاقه بوده و از تخته روسی ساخته شده است که ارتفاع آن ۱/۸۰ متر و عرض آن ۱/۱۰ متر و ضخامتش ۳ سانتی‌متر می‌باشد. نقشه این حمام به سفارش عباس قلی بیگ و مصطفی خان از شهر باکو به خانقاه آورده شده و با دست معماران اردبیلی ساخته شده است.

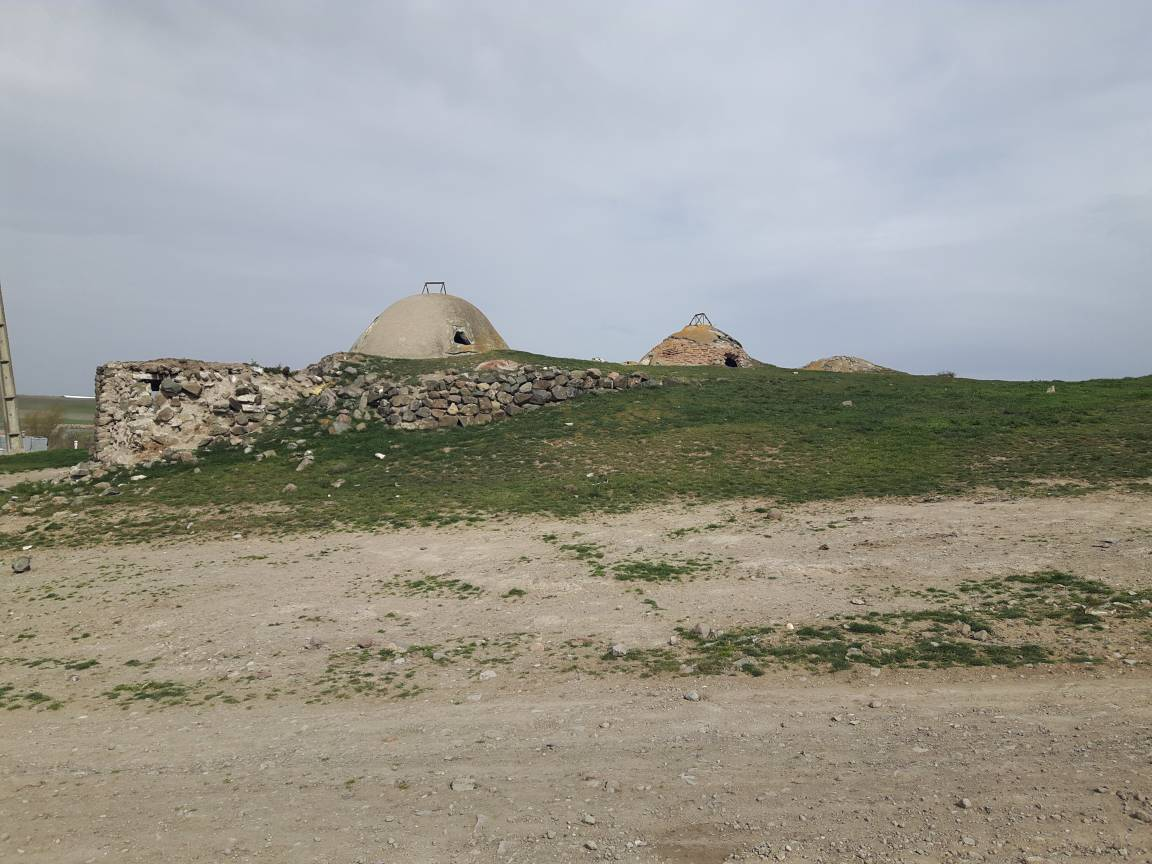

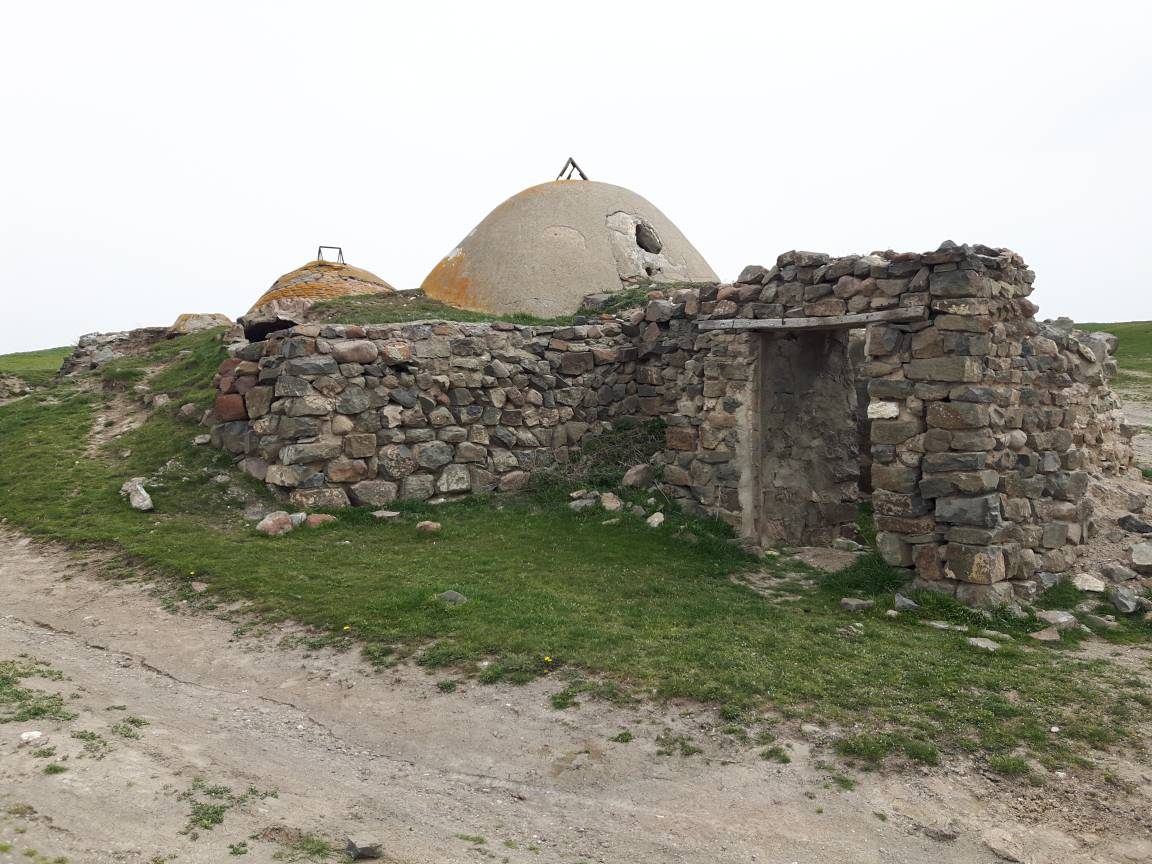

- پرونده:حمام_تاریخی_خانقاه_سفلی.jpg

## چهره معروف روستا پدر بزرگ سینمای ایران
محرم بسیم (زاده ۲۰ مرداد ۱۲۹۹ باکو – درگذشته ۸ مهر ۱۳۹۲[۱] تهران) بازیگر اهل ایران، اردبیل روستای خانقاه سفلی بود.

## جمعیت
بر اساس سرشماری سال ۱۳۸۵ جمعیت این روستا ۴۷۵ نفر با ۱۳۰ خانوار و بر اساس سرشماری سال ۱۳۹۵ جمعیت این روستا ۳۷۶ نفر بوده است.